# Gustav Körting
Pour les articles homonymes, voir Körting.
Gustav Carl Otto Körting (1845 - 1913) est un philologue saxon, spécialisé dans les langues romanes et l’anglais. Il est né à Dresde et y a donné cours après quatre années d’étude à l’université de Leipzig. Il est allé à Münster en 1876 et à Kiel en 1892 en tant que professeur de philologie romane. En 1879 il devient éditeur, avec Edouard Koschwitz, de Zeitschrift für neufranzösische Sprache und Litteratur et de Französische Studien l’année suivante.
Il est le frère de Heinrich Körting.

## Œuvres majeures
- Ueber die Quellen des Roman de Rou (1867)
- Diktys und Dares: Ein Beitrag zur Geschichte der Troja-Sage (1874)
- Petrarca's Leben und Werke (1878)
- Geschichte der Litteratur Italiens (1878-84)
- Boccaccios Leben und Werke (1880)
- Die Anfränge der Renaissancelitteratur in Italien (1882)
- Encyklopädie und Methodologie der romanischen Philologie (1884-88)
- Lateinisch-Romanisches Wörterbuch (third edition, 1907)
- Grundriss der Geschichte der englischen Litteratur (1887; cinquième édition, 1910)
- Formenlehre der französischen Sprache (1893-98)